# Neuklingenberg
Neuklingenberg ist eine zum  Ortsteil Klingenberg der sächsischen Gemeinde Klingenberg im Landkreis Sächsische Schweiz-Osterzgebirge gehörige Ansiedlung.

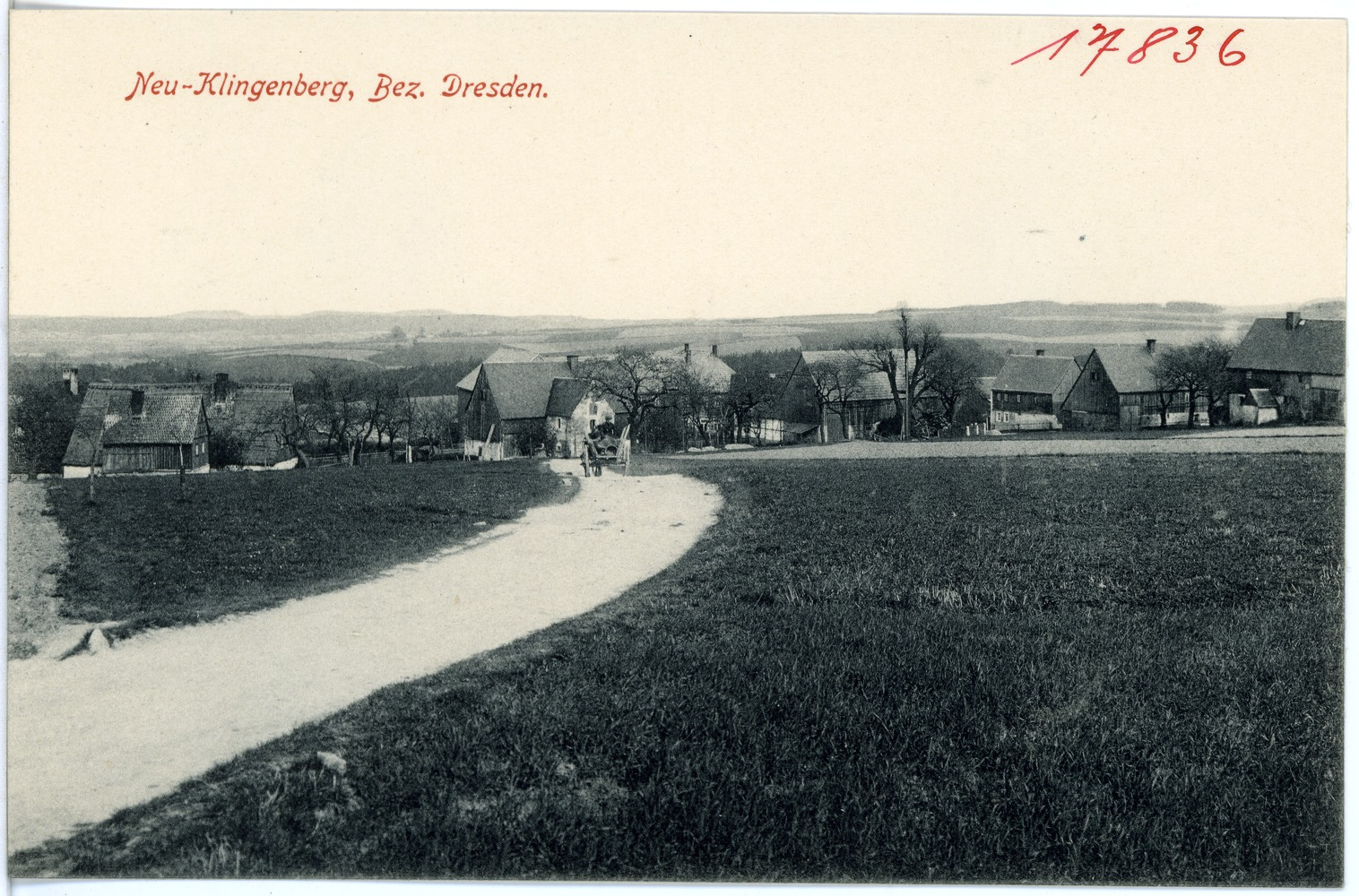
Neuklingenberg, von der Neuklingenberger Höhe gesehen, 1914

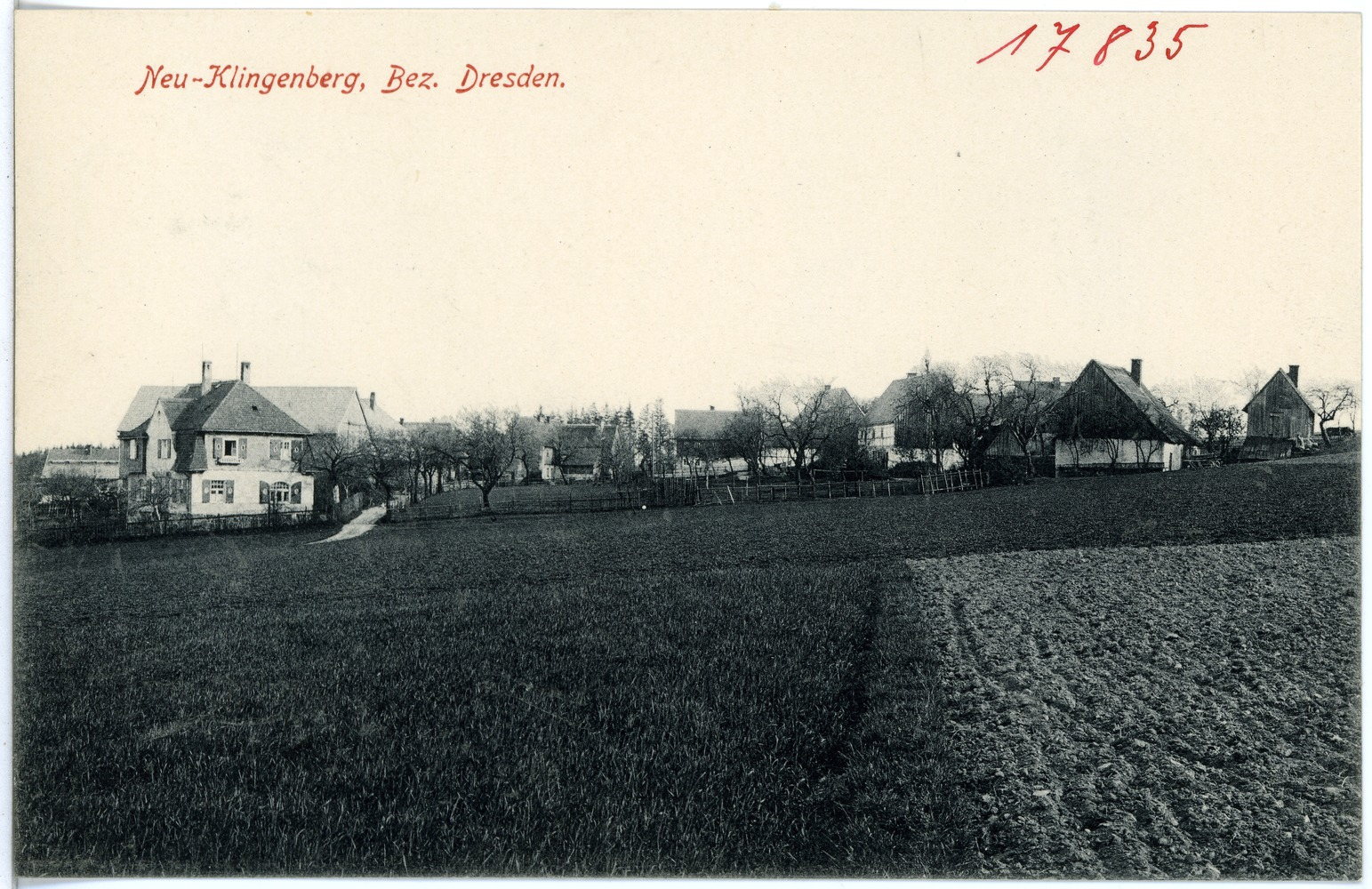
Neuklingenberg, von Osten gesehen, 1914

## Geografie
Neuklingenberg befindet sich einen Kilometer südwestlich von Klingenberg an der Gemarkungsgrenze zu Colmnitz am Hang der Neuklingenberger Höhe (476 m). Südöstlich liegen der Lange Grund mit der Streichholzbrücke und die Talsperre Klingenberg. Südlich und westlich erstreckt sich das Waldhufendorf Colmnitz, nordwestlich liegt die Kolonie Sachsenhof.

## Geschichte
1798 verkaufte der Besitzer des Erblehngutes Klingenberg, Samuel Gottfried Elteste, an vier seiner Untertanen Land zum Hausbau auf der Höhe über dem Klingenberger Tal. Das erste Haus wurde 1806 fertiggestellt. Da sich an der Höhe der Fürstenweg mit einem weiteren Fuhrweg kreuzte, erwarb J. F. Tauscher 1808 das Schankrecht und eröffnete eine Ausspanne. In der ersten Hälfte bildete sich eine unregelmäßige Häuslersiedlung heraus, die als die neuen Häuser bezeichnet wurde. Bis 1836 lag die Verwaltungszugehörigkeit der dicht an der Grenze zum Amt Freiberg gelegenen Ansiedlung beim Amt Dresden, danach war Neu-Klingenberg die südlichste Ortschaft im Amt Grillenburg. Im Jahre 1840 bestand Neuklingenberg aus 12 – 14 Häusern, zusammen mit Alt-Klingenberg bildete der Ort die Gemeinde Klingenberg. Von 1856 bis 1875 gehörte Neuklingenberg zum Gerichtsamt Tharandt, dann zur Amtshauptmannschaft Dresden. Am 26. März 1907 brannte die Gastwirtschaft Zur Neuklingenberger Höhe ab und wurde innerhalb eines Jahres als Dreiseithof neu errichtet. Von 1911 bis 1914 verkehrte vom Bahnhof Klingenberg-Colmnitz eine regelspurige Werkbahn für den Talsperrenbau an Neuklingenberg vorbei.
Ab 1952 gehörte Neuklingenberg zum Kreis Freital, ab 1994 zum Weißeritzkreis und seit 2008 zum Landkreis Sächsische Schweiz-Osterzgebirge. Der denkmalgeschützte Gasthof Zur Neuklingenberger Höhe verfiel in der zweiten Hälfte des 20. Jahrhunderts. 1995 begann der Umbau des verlassenen Dreiseithofes zu einem Hotel, das seit 2015 als Neue Höhe firmiert.

## Sehenswürdigkeiten
- Neuklingenberger Höhe mit Triangulationstein
- Höhenweg mit Ahornallee und Streichholzbrücke über den Langen Grund, er verläuft auf der Trasse der ehemaligen Werkbahn zur Talsperre Klingenberg
- Langer Grund, von Neuklingenberg führt eine Stiege in das bewaldete Tal, das an der Wilden Weißeritz endet.